# Rodrigo Carbajal
Rodrigo Garrido Carbajal  − boliwijski bokser kategorii ciężkiej.

## Kariera amatorska
W listopadzie 2013 roku zdobył brązowy medal na igrzyskach boliwaryjskich w Chiclayo. W półfinale kategorii ciężkiej przegrał nieznacznie na punkty z Miguelem Velizem. W marcu 2014 zdobył brązowy medal na igrzyskach Ameryki Południowej. W półfinale przegrał na punkty z Argentyńczykiem Yamilem Peraltą.